# باشگاه فوتبال آلومینیوم اراک
باشگاه فوتبال آلومینیوم اراک یک باشگاه فوتبال در شهر اراک، ایران است و در لیگ برتر خلیج فارس حاضر است. باشگاه در سال ۱۳۷۹ با نام باشگاه پاس اراک تأسیس شد و اکنون زیرنظر مجموعه فرهنگی ورزشی شرکت آلومینیوم ایران فعالیت می‌کند. این تیم فوتبال بازی‌های خانگی خود را در ورزشگاه امام خمینی برگزار می‌کند. همچنین این باشگاه در پایان فصل ۹۹–۱۳۹۸ با جای‌گیری در رتبه دوم لیگ آزادگان به لیگ برتر خلیج فارس یافت.

## پیشینه

### پاس اراک: ۱۳۸۲–۱۳۷۹
تاریخچه فوتبال حرفه‌ای در اراک به دهه پنجاه و حضور تیم کمباین‌سازی اراک با مالکیت جان دیر آمریکایی در جام حذفی ایران برمی‌گردد. در اواخر دهه شصت و اوایل دهه هفتاد نیز تیم گسترش اراک برای مدتی در رقابت‌های کشوری سازمان لیگ در دسته‌های مختلف جام آزادگان حضور یافت. به هر روی اولین حضور جدی و حرفه‌ای بعد از انقلاب فوتبال باشگاهی در اراک را باید در سال ۱۳۷۹ و تأسیس تیم فوتبال پاس اراک بجوییم. آن‌ها پس از راه‌یابی از مسابقات زیرگروه فصل ۱۳۷۹–۱۳۸۰ با بهره‌گیری از جوانان بومی اولین فصل خود را در لیگ آزادگان (دسته یک) ۱۳۸۰–۱۳۸۱ بازی کرده و در پایان فصل به لیگ پایین‌تر سقوط کردند.

### تغییر نام به صنایع اراک: ۱۳۸۷–۱۳۸۲
در سال ۱۳۸۲ باشگاه نام خود را به باشگاه فوتبال صنایع اراک تغییر داد، هدف از این تغییر نام برخورداری از امکانات مالی شرکت‌های صنعتی فراوان شهر بود. همچنین حضور چهره‌های شاخص فوتبال کشور در آن زمان مثل منصور پورحیدری به عنوان مدیر فنی و سرمربی، جواد زرینچه، سیروس دین محمدی و محمد نوازی به عنوان مربی و بازیکن در توجه بیشتر مسئولان و شهروندان اراک به فوتبال نقش به سزایی داشت. اگر چه آنها در فصل ۸۲–۸۳ دسته دو فوتبال شرکت نکردند اما با این حال با خرید امتیاز جواز حضور در فصل بعدی لیگ آزادگان را پیدا کردند. صنایع به مدت ۵ سال در لیگ دسته اول آزادگان بازی کرد، از حسین عبدی می‌توان به عنوان بازیکن بومی و گلزن شاخص باشگاه اراکی در آن سال‌ها اشاره کرد. قبل از شروع فصل ۸۶–۸۷ صنایع اراک از استادیوم خانگی قبلی خود یعنی ورزشگاه پنجم مرداد به استادیوم تازه ساز امام خمینی نقل مکان کرد که تا امروز هم بازی‌های خود را در آن برگزار می‌کند. در سال ۸۷ این باشگاه توسط شرکت آلومینیوم ایران (ایرالکو) خریداری شد.

### آلومینیوم اراک: ۱۳۸۸–۱۳۸۷
به دلیل سختی‌های مالی، در سال ۸۷ صنایع اراک به کارخانه آلومینیوم ایران فروخته شد. آن‌ها در اولین سال فعالیت خود با سرمربیگری جواد زرینچه تلاش فراوانی برای صعود به لیگ برتر کردند اما در نهایت فصل را در رتبه چهارم لیگ دسته یک پایان رساندند. مهم‌ترین دیدار تیم در آن فصل دیدار سرنوشت ساز و پلی آف گونه در برابر استیل آذین پر مهره آن فصل بود که اراکی‌ها با شکست ۳–۱ در برابر ۲۰ هزار نفر تماشاگر خانگی نبرد صعود به لیگ برتر را به این تیم واگذار کردند. تنها یک سال پس از خرید باشگاه، شرکت تمامی فعالیت‌های ورزشی خود را تعطیل کرد.

### شن‌سا و سال‌های سخت: ۱۳۸۹–۱۳۸۸
با کنار کشیدن آلومینیوم سازی مجموعه شن سا مسئولیت تیم را بر عهده گرفت و تیم با نام باشگاه فوتبال شن سا اراک در فصل ۸۸–۸۹ لیگ آزادگان شرکت کرد و در پایان در رتبه یازدهم قرار گرفت. شن سا نیز مانند مجموعه قبلی به دلیل مشکلات مالی پس از یکسال تصمیم به واگذاری باشگاه گرفت.

### همیاری: ۹۰–۱۳۸۹
و این بار هیئت فوتبال استان مرکزی تیم را با نام باشگاه فوتبال همیاری مرکزی روانه رقابت‌های ۸۹–۹۰ لیگ آزادگان کرد. آن‌ها این فصل را هم در رتبه یازدهم به پایان رساندند. یکی از دلایل بی‌توجهی گسترده به این باشگاه بومی اراکی در این سالها مطرح شدن پیشنهاد انتقال باشگاه فوتبال نفت تهران توسط نماینده وقت مجلس شهر اراک بود. موضوعی که جنجال‌های فراوانی به پا کرد، تا جایی که یکی از قسمت‌های برنامه نود مهم‌ترین برنامه فوتبالی کشور به‌طور کامل به این موضوع اختصاص یافت.

### شهرداری اراک؛ سقوط آزاد: ۱۳۹۳–۱۳۹۰
در سال ۹۰ شهرداری شهر اراک باشگاه را در اختیار گرفت اما روند ناامید کننده باشگاه پایان نیافت و سرانجام پس از یازده فصل رقابت در دسته اول با اتمام فصل ۹۱–۹۲ باشگاه به دسته دوم سقوط کرد. پس از یک فصل شرکت در دسته دوم و در پایان لیگ ۹۲–۹۳ باشگاه در رتبه سیزدهم لیگ دو قرار گرفت و به دسته سه فوتبال ایران سقوط کرد.

### بازگشت آلومینیوم سازی: ۱۳۹۹–۱۳۹۳
پس از سقوط تیم شهرداری اراک، کارخانه آلومینیوم سازی برای جلوگیری از از دست رفتن سهمیه مهم فوتبال استان مرکزی یک بار دیگر باشگاه را خریداری کرد و این بار با برنامه‌ریزی بلند مدت، تصمیم به راهیابی به سطح اول فوتبال ایران گرفت. آن‌ها با خرید امتیاز جواز حضور در فصل ۹۳–۹۴ لیگ دسته دوم را دریافت کردند. با به‌کارگیری مهدی پاشازاده به عنوان سرمربی و سرمایه‌گذاری مناسب آن‌ها فصل را در رتبه اول تمام کردند و با این اتفاق، باشگاه اراکی بار دیگر به لیگ آزادگان (دسته یک) بازگشت. آنها دو فصل اول بازگشت خود یعنی فصول ۹۴–۹۵ و ۹۵–۹۶ را در رتبه نهم لیگ یک به پایان رساندند. همچنین با پیروزی ۱–۰ مقابل پیکان و شکست در وقت‌های اضافه در برابر سپاهان، قهرمان پنج دوره لیگ برتر ایران، حضور قابل توجهی در جام حذفی فصل ۹۵–۹۶ داشتند. با شروع فصل ۹۷–۹۸ باشگاه به‌طور جدی‌تر برای صعود به لیگ برتر تلاش کرد. با سرمربیگری محمد ربیعی باشگاه نیم‌فصل اول را در رتبه‌های بالایی جدول و محدوده صعود به لیگ برتر به پایان رساند اما به وجود آمدن اختلافات مدیریتی باعث جدایی سرمربی و مدیر عامل این تیم در پایان نیم فصل و افت کیفی و نتیجه‌گیری تیم شد. با ورود فراز کمالوند آلومینیوم اراک تا هفته ماقبل پایانی نیز خود را در کورس صعود به لیگ برتر نگه داشت. با این حال شکست در بازی‌های سرنوشت ساز از جمله دیدار با ملوان باعث به پایان بردن لیگ در رتبه چهارم و ۱۹ ساله شدن حسرت حضور در لیگ برتر ایران برای هواداران اراکی شد.

### حضور در لیگ برتر: هم‌اکنون–۱۳۹۹
تیم آلومینیوم اراک در تاریخ ۲۶ مرداد سال ۱۳۹۹ به سرمربی گری رسول خطیبی با غلبه بر تیم داماش گیلان در هفتهٔ آخر لیگ آزادگان و تفاضل گل بهتر نسبت به مس کرمان، توانست به رتبه دوم جدول دست پیدا کند و برای اولین بار در تاریخ خود به لیگ خلیج فارس صعود کند و اولین نماینده استان مرکزی و شهر اراک در این رقابت‌ها می‌باشد.

## عملکرد کلی
| فصل       | لیگ‌ها              | لیگ‌ها | لیگ‌ها | لیگ‌ها | لیگ‌ها | لیگ‌ها | لیگ‌ها | لیگ‌ها  | لیگ‌ها | جام حذفی         | برترین گلزن لیگ   | برترین گلزن لیگ |
| فصل       | لیگ                | بازی  | برد   | مساوی | باخت  | گ. ز  | گ. خ  | امتیاز | رتبه  | جام حذفی         | نام               | گل‌ها            |
| --------- | ------------------ | ----- | ----- | ----- | ----- | ----- | ----- | ------ | ----- | ---------------- | ----------------- | --------------- |
| ۱۴۰۱–۱۴۰۲ | لیگ برتر ۱۴۰۱–۱۴۰۲ | ۳۰    | ۸     | ۱۶    | ۶     | ۲۰    | ۱۵    | ۴۰     | 7ام   | یک‌هشتم نهایی     | محمدرضا آزادی     | ۷               |
| ۱۴۰۲–۱۴۰۳ | لیگ برتر ۱۴۰۲–۱۴۰۳ | ۳۰    | ۱۰    | ۹     | ۱۱    | ۲۷    | ۳۳    | ۳۹     | ۸ام   | نیمه نهایی       | مهدی لیموچی       | 6               |
| ۱۴۰۳–۱۴۰۴ | لیگ برتر ۱۴۰۳–۱۴۰۴ | ۳۰    | ۷     | ۱۴    | ۹     | ۳۰    | ۳۱    | ۳۵     | ?ام   | یک شانزدهم نهایی | محمد امین کاظمیان | ۹               |
| ۱۴۰۴–۱۴۰۵ | لیگ برتر ۱۴۰۴–۱۴۰۵ | ؟     | ؟     | ؟     | ؟     | ؟     | ؟     | ؟      | ؟     | ؟                | ؟                 | ؟               |

| فهرست عملکرد کلی آلومینیوم اراک | فهرست عملکرد کلی آلومینیوم اراک | فهرست عملکرد کلی آلومینیوم اراک | فهرست عملکرد کلی آلومینیوم اراک     | فهرست عملکرد کلی آلومینیوم اراک |
| لیگ                             | فصل                             | جایگاه                          | جام حذفی                            | توضیحات                         |
| ------------------------------- | ------------------------------- | ------------------------------- | ----------------------------------- | ------------------------------- |
| لیگ دسته دوم                    | ۱۳۷۹–۸۰                         | _                               | _                                   | صعود به لیگ آزادگان             |
| لیگ آزادگان                     | ۸۱–۱۳۸۰                         | ۹ گروه (ب)                      | _                                   | سقوط                            |
| لیگ دسته دوم                    | ۸۲–۱۳۸۱                         | _                               | _                                   | صعود به لیگ آزادگان             |
| لیگ آزادگان                     | ۸۳–۱۳۸۲                         | ۱۴                              | _                                   | _                               |
| لیگ آزادگان                     | ۸۴–۱۳۸۳                         | ۷ گروه (الف)                    | _                                   | _                               |
| لیگ آزادگان                     | ۸۵–۱۳۸۴                         | ۵ گروه (الف)                    | _                                   | _                               |
| لیگ آزادگان                     | ۸۶–۱۳۸۵                         | ۸ گروه (ب)                      | _                                   | _                               |
| لیگ آزادگان                     | ۸۷–۱۳۸۶                         | ۱۰ گروه (ب)                     | _                                   | _                               |
| لیگ آزادگان                     | ۸۸–۱۳۸۷                         | ۴ گروه (الف)                    | _                                   | _                               |
| لیگ آزادگان                     | ۸۹–۱۳۸۸                         | ۱۱ گروه (ب)                     | _                                   | _                               |
| لیگ آزادگان                     | ۹۰–۱۳۸۹                         | ۱۰ گروه (اول)                   | _                                   | _                               |
| لیگ آزادگان                     | ۹۱–۱۳۹۰                         | ۴ گروه (الف)                    | یک شانزدهم نهایی                    | _                               |
| لیگ آزادگان                     | ۹۲–۱۳۹۱                         | ۱۳ گروه (الف)                   | –                                   | سقوط                            |
| لیگ دسته دوم                    | ۹۳–۱۳۹۲                         | ۱۳ گروه (ب)                     | از سوی کمیته انضباطی کنار گذاشته شد | سقوط                            |
| لیگ دسته دوم                    | ۹۴–۱۳۹۳                         | ۱ گروه (الف)                    | –                                   | صعود به لیگ آزادگان             |
| لیگ آزادگان                     | ۹۵–۱۳۹۴                         | ۹                               | انصراف                              | _                               |
| لیگ آزادگان                     | ۹۶–۱۳۹۵                         | ۹                               | ۱/۸ نهایی                           | _                               |
| لیگ آزادگان                     | ۹۷–۱۳۹۶                         | ۱۳                              | انصراف                              | _                               |
| لیگ آزادگان                     | ۱۳۹۷–۹۸                         | ۴                               | _                                   | _                               |
| لیگ آزادگان                     | ۹۹–۱۳۹۸                         | ۲                               | _                                   | صعود به لیگ برتر                |
| لیگ برتر                        | ۱۳۹۹–۰۰                         | ۱۱                              | ۱/۴ نهایی                           | _                               |
| لیگ برتر                        | ۰۱–۱۴۰۰                         | ۸                               | نایب قهرمان                         | _                               |
| لیگ برتر                        | ۰۲–۱۴۰۱                         | ۷                               | ۱/۸ نهایی                           | _                               |
| لیگ برتر                        | ۰۳–۱۴۰۲                         | ۷                               | نیمه نهایی                          | _                               |
| لیگ برتر                        | ۰۴–۱۴۰۳                         | ۸                               | یک شانزدهم نهایی                    | _                               |

## بازیکنان
فهرست بازیکنان در فصل ۰۴–۱۴۰۳
تا تاریخ ۲۶ تیر ۱۴۰۴
| شماره |       | نقش       | بازیکن                     |
| ----- | ----- | --------- | -------------------------- |
| ۱     | ایران | دروازه‌بان | محمد خلیفه (زیر ۲۳ سال)    |
| ۳     | ایران | مدافع     | ابوالفضل سوختانلو          |
| ۴     | ایران | مدافع     | امیرمحمد هوشمند            |
| ۵     | ایران | مدافع     | امیر نوری (کاپیتان)        |
| ۹     | ایران | هافبک     | مهدی مهدی‌پور               |
| ۱۰    | ایران | هافبک     | امین جهان‌کهن               |
| ۱۱    | ایران | مهاجم     | رضا مرزبان                 |
| ۱۲    | ایران | دروازه‌بان | محمد طایفه (زیر ۲۳ سال)    |
| ۱۳    | ایران | هافبک     | سید مهدی مهدوی (زیر۲۳ سال) |
| ۱۷    | ایران | مهاجم     | ساسان حسینی                |
| ۱۸    | ایران | هافبک     | ابوالفضل قنبری             |
| ۲۱    | ایران | مهاجم     | عرفان خدادادیان            |
| ۲۲    | ایران | دروازه‌بان | امیرحسین امینی (زیر۲۱ سال) |
| ۲۶    | ایران | مدافع     | بهروز نوروزی‌فرد            |

| شماره |       | نقش   | بازیکن                      |
| ----- | ----- | ----- | --------------------------- |
| ۲۷    | ایران | مهاجم | علی لطیفی                   |
| ۴۱    | ایران | هافبک | یاسین جرجانی                |
| ۴۴    | ایران | مدافع | محمدرضا منفرد               |
| ۵۷    | ایران | هافبک | محمدمهدی خدایاری‌فرد         |
| ۷۰    | ایران | مدافع | میلاد بدرقه                 |
| ۷۷    | ایران | هافبک | علی وطن‌دوست                 |
| ۷۸    | ایران | مهاجم | رحمان جعفری                 |
| ۸۰    | ایران | مهاجم | عباس کهریزی                 |
| ۳۶    | ایران | هافبک | محمدرضا نجاری               |
| ۸۳    | ایران | هافبک | بهرام گودرزی                |
|       | ایران | مدافع | علی رضایی                   |
|       | ایران | هافبک | طاها محبی‌پور                |
|       | ایران | هافبک | امیرحسین فرخی               |
|       | ایران | هافبک | امید قره‌چماقلو (زیر ۲۱ سال) |

## مربیان
- مهدی پاشازاده (۱۳۹۳-خرداد ۱۳۹۴)
- غلامرضا دلگرم (خرداد ۱۳۹۴-بهمن ۱۳۹۴)
- داوود مهابادی (بهمن ۱۳۹۴-دی ۱۳۹۵)
- مهدی پاشازاده (دی ۱۳۹۵-خرداد ۱۳۹۶)
- علی حنطه (تیر ۱۳۹۶-شهریور ۱۳۹۶)
- حامد بصیری (شهریور ۱۳۹۶-خرداد ۱۳۹۷)
- محمد ربیعی (خرداد ۱۳۹۷-آذر ۱۳۹۷)
- فراز کمالوند (دی ۱۳۹۷-اردیبهشت ۱۳۹۸)
- محمود فکری (خرداد ۱۳۹۸-دی ۱۳۹۸)
- رسول خطیبی (دی ۱۳۹۸-اسفند ۱۳۹۹)
- علیرضا منصوریان (اسفند ۱۳۹۹-شهریور ۱۴۰۰)
- رسول خطیبی (شهریور ۱۴۰۰-اسفند ۱۴۰۰)
- سید مهدی رحمتی (اسفند ۱۴۰۰-خرداد ۱۴۰۲)
- مجتبی حسینی (خرداد ۱۴۰۲-اکنون)

### کادر فنی
از تاریخ ۲۸ خرداد ۱۴۰۲
| کادر فنی باشگاه آلومینیوم اراک | کادر فنی باشگاه آلومینیوم اراک |
| سمت                            | نام                            |
| ------------------------------ | ------------------------------ |
| سرمربی                         | مجتبی حسینی                    |
| مربی                           | حامد بصیری                     |
| مربی                           | حسین عبدی                      |
| مربی                           | مجید محافظت کار                |
| مربی                           | بامداد فرید                    |
| مربی                           | حسین جعفری                     |
| مربی دروازه‌بان‌ها               | رسول زمانی                     |
| مربی بدنساز                    | حمید حسن‌زاده                   |
| آنالیزور                       | احمدرضا بهادری پور             |

## مالک باشگاه و سرمایه‌گذاران
بی‌بی‌سی فارسی در گزارشی در خرداد ۱۳۹۸ اعلام کرد که شرکت سرمایه‌گذاری مهر اقتصاد ایرانیان، از مهم‌ترین بنیان‌گذاری‌های بازرگانی سپاه پاسداران بوده است؛ نهادی که سهام‌دار شرکت‌های بزرگی چون تایدواتر خاورمیانه، ایرالکو (آلومینیوم اراک)، فولاد مبارکه (سپاهان اصفهان)، توسعه معادن روی، توس‌گستر و بانک پارسیان نیز بوده است.
۲۰۱۴–۲۰۱۹

## افتخارات
- لیگ دسته دوم فوتبال ایران

 قهرمان: ۹۴–۱۳۹۳
- لیگ آزادگان

 نایب‌قهرمان: ۹۹–۱۳۹۸
- جام حذفی

 نایب‌قهرمان: ۰۱–۱۴۰۰

## باشگاه‌های خواهرخوانده
- سپاهان اصفهان[۶]